# Stefan van Schaumburg-Lippe
Stefan Alexander Victor van Schaumburg-Lippe (Stadthagen, 21 juni 1891 - Kempfenhausen am Starnberger See, 10 februari 1965) was een prins uit het huis Schaumburg-Lippe.
Hij was de vijfde zoon van vorst George van Schaumburg-Lippe en Maria Anne van Saksen-Altenburg. Hij was Pruisisch ritmeester en gezantschapsraad.
Op 4 juni 1921 trouwde hij te Rastede met Ingeborg van Oldenburg, een dochter van groothertog Frederik August van Oldenburg en Elisabeth Alexandrine van Mecklenburg-Schwerin. Omdat de bruid een nichtje was van de Nederlandse prins-gemaal Hendrik en koningin Wilhelmina woonden dezen, met hun dochter prinses Juliana het huwelijk bij. Uit het huwelijk werden drie kinderen geboren:
- Marie-Alix prinses von Schaumburg-Lippe (2 april 1923); trouwde in 1947 met Peter hertog zu Schleswig-Holstein-Sonderburg-Glücksburg (1924-1980)
- George Maurits (1924-1970)
- doodgeboren jongen (9 maart 1924, tweelingbroertje van de voorgaande)